# Enfermedad neurológica

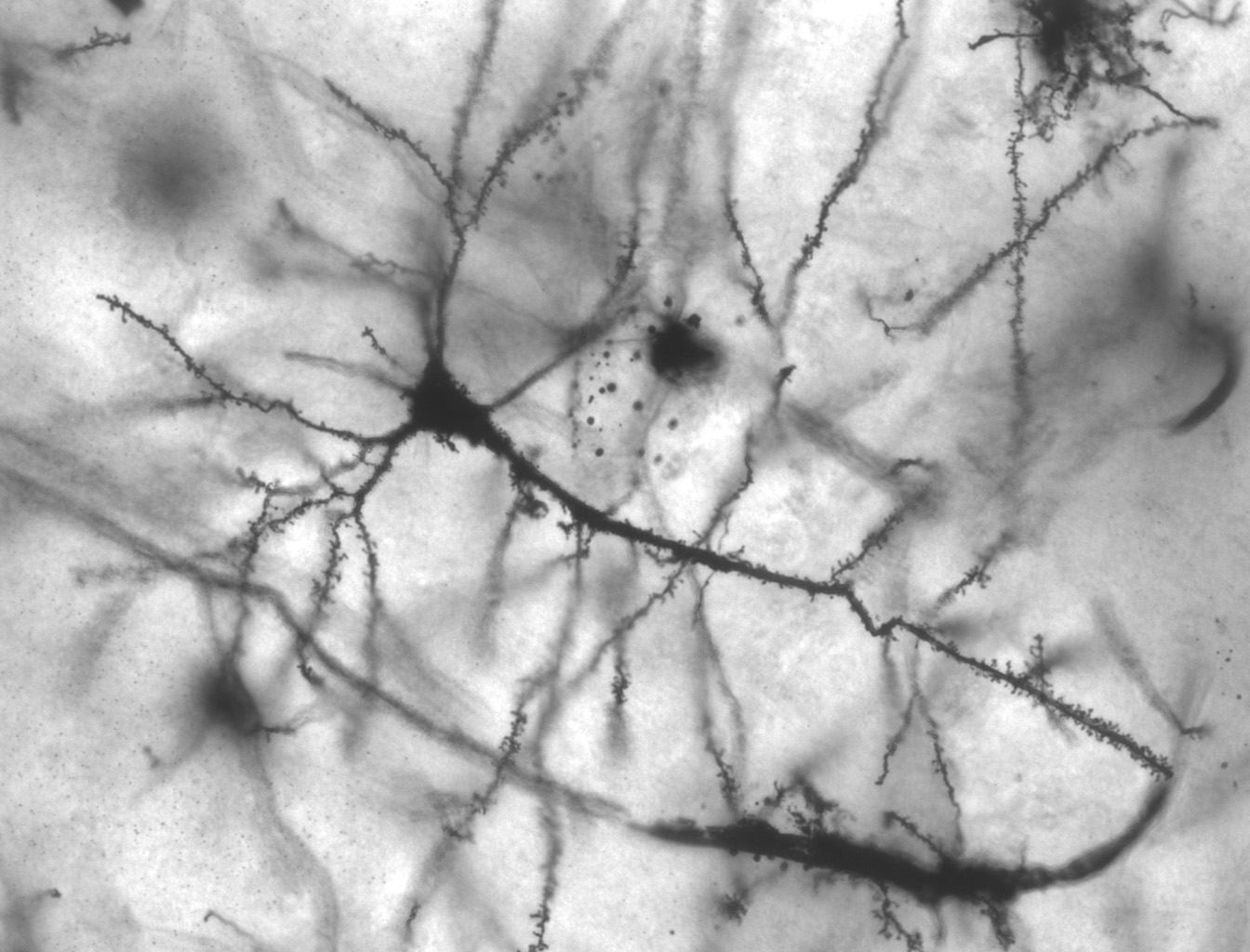
Neuronas en paciente con epilepsia, aumentado 40x.

Una enfermedad neurológica o trastorno neurológico es cualquier trastorno del cuerpo del sistema nervioso. 

## Neurodegeneración
Durante la maduración se produce un proceso que implica la degeneración progresiva y/o la muerte de las neuronas. Este proceso, que puede ser normal y natural durante el envejecimiento normal, involucra a las células fundamentales del tejido nervioso y a sus componentes internos, que son los que impiden efectividad en la conducción de información en el cerebro humano, con la consecuente disminución de las funciones cognitivas. Así, durante el envejecimiento normal se limitan funciones cerebrales en la zona afectada pero también pueden aparecer distintas patologías neurológicas en el ser humano, llamadas enfermedades neurodegenerativas.

## Trastornos neurológicos
Los trastornos neurológicos son enfermedades del sistema nervioso central y periférico, es decir, del cerebro, la médula espinal, los nervios craneales y periféricos, las raíces nerviosas, el sistema nervioso autónomo, la placa neuromuscular y los músculos.
Dichos trastornos pueden incluir demencia, epilepsia, cefaleas, esclerosis múltiple, infecciones neurológicas, trastornos neurológicos asociados con la malnutrición, dolor asociado con trastornos neurológicos, enfermedad de Parkinson, enfermedad cerebrovascular, lesiones traumáticas cerebrales u otros.
Las anomalía estructurales, bioquímicas o eléctricas en el cerebro, la médula espinal u otros nervios pueden dar lugar a una serie de síntomas. Ejemplos de los síntomas incluyen parálisis, debilidad muscular, falta de coordinación, pérdida de sensibilidad, convulsiones, confusión, dolor y niveles alterados de consciencia. Hay muchos trastornos neurológicos reconocidos, algunas relativamente comunes, pero también otros más infrecuentes. Pueden ser evaluados por el examen neurológico y estudiados y tratados dentro de la especialidad médica de neurología o por los neurocientíficos.
Las intervenciones para los trastornos neurológicos incluyen medidas preventivas, cambios de estilo de vida, fisioterapia u otra terapia, neuro rehabilitación, manejo del dolor, la medicación u operaciones realizadas por los neurocirujanos. La Organización Mundial de la Salud estima que los trastornos neurológicos y sus secuelas pueden afectar a unos mil millones de personas en todo el mundo.